# Liste der höchsten Brücken in Deutschland
Die Liste der höchsten Brücken in Deutschland listet die Brücken in Deutschland auf, welche mindestens eine Höhe von 60 Metern erreichen.

## Pfeiler-/ Bogenbrücken
| Name                      | Ort                                           | Koordinaten                  | Höhe     | höchster Pfeiler | Gebrauch                             | Eröffnungsjahr      |
| ------------------------- | --------------------------------------------- | ---------------------------- | -------- | ---------------- | ------------------------------------ | ------------------- |
| Kochertalbrücke           | Baden-Württemberg, Geislingen am Kocher       | 49° 10′ 39″ N, 9° 47′ 10″ O  | 185,5 m  | 178 m            | A6                                   | 1979                |
| Hochmoselbrücke           | Rheinland-Pfalz, Zeltingen-Rachtig            | 49° 58′ 7″ N, 7° 0′ 0″ O     | 158 m    | 150 m            | B50                                  | 2019                |
| Moseltalbrücke            | Rheinland-Pfalz, Dieblich                     | 50° 18′ 51″ N, 7° 29′ 35″ O  | 136 m    | 123 m            | A61                                  | 1972                |
| Neckartalbrücke Weitingen | Baden-Württemberg, Eutingen im Gäu            | 48° 26′ 58″ N, 8° 46′ 0″ O   | 127 m    | 100 m            | A81                                  | 1978                |
| Talbrücke Nuttlar         | Nordrhein-Westfalen, Bestwig                  | 51° 22′ 45″ N, 8° 25′ 32″ O  | 115 m    | 108 m            | A46                                  | 2019                |
| Talbrücke Wilde Gera      | Thüringen, Oberhof                            | 50° 42′ 54″ N, 10° 47′ 15″ O | 110 m    |                  | A71                                  | 2003                |
| Müngstener Brücke         | Nordrhein-Westfalen, Solingen, Remscheid      | 51° 9′ 37″ N, 7° 8′ 1″ O     | 107 m    | 69 m             | Bahnstrecke Solingen–Remscheid       | 1897                |
| Siegtalbrücke             | Nordrhein-Westfalen, Siegen                   | 50° 50′ 54″ N, 7° 59′ 17″ O  | 105 m    | 90 m             | A45                                  | 1969                |
| Schwarzbachtalbrücke      | Rheinland-Pfalz, Thaleischweiler-Fröschen     | 49° 16′ 1″ N, 7° 36′ 4″ O    | 100 m    |                  | A62                                  | 1990                |
| Lösterbachtalbrücke       | Saarland, Nonnweiler                          | 49° 37′ 23″ N, 6° 56′ 4″ O   | 100 m    | 100 m            | A1                                   | 1974                |
| Sauertalbrücke            | Rheinland-Pfalz, Langsur Luxemburg, Mertert   | 49° 44′ 0″ N, 6° 30′ 7″ O    | 98 m     | 92 m             | A64                                  | 1987                |
| Gutachtalbrücke           | Baden-Württemberg, Titisee-Neustadt           | 47° 53′ 59″ N, 8° 14′ 27″ O  | 97 m     |                  | B31                                  | 1981                |
| Grenzwaldbrücke           | Bayern, Speicherz                             | 50° 21′ 10″ N, 9° 44′ 25″ O  | 96 m     |                  | A7                                   | 1968                |
| Elztalbrücke              | Rheinland-Pfalz, Kaifenheim                   | 50° 15′ 38″ N, 7° 13′ 17″ O  | 97 m     | 95 m             | A48                                  | 1967                |
| Neckarburgbrücke          | Baden-Württemberg, Villingendorf              | 48° 12′ 10″ N, 8° 36′ 46″ O  | 95 m     |                  | A81                                  | 1978                |
| Rombachtalbrücke          | Hessen, Schlitz                               | 50° 40′ 30″ N, 9° 37′ 32″ O  | 95 m     |                  | Schnellfahrstrecke Hannover–Würzburg | 1986                |
| Kylltalbrücke             | Rheinland-Pfalz, Bitburg                      | 50° 1′ 12″ N, 6° 34′ 29″ O   | 93 m     |                  | A60                                  | 1999                |
| Tiefenbachtalbrücke       | Rheinland-Pfalz, Daxweiler                    | 49° 58′ 27″ N, 7° 44′ 7″ O   | 92 m     |                  | A61                                  | 1969                |
| Biewerbachtalbrücke       | Rheinland-Pfalz, Trier                        | 49° 47′ 10″ N, 6° 38′ 31″ O  | 91 m     | 84 m             | A64                                  |                     |
| Schöllnachtalbrücke       | Bayern, Iggensbach                            | 48° 42′ 49″ N, 13° 9′ 43″ O  | 90 m     | 80 m             | A3                                   | 1978                |
| Eschachtalbrücke          | Baden-Württemberg, Rottweil                   | 48° 8′ 17″ N, 8° 34′ 14″ O   | 89 m     | 80 m             | A81                                  | 1977                |
| Werratalbrücke Hörschel   | Thüringen, Eisenach                           | 51° 0′ 37″ N, 10° 13′ 50″ O  | 85 m     | 80 m             | A4                                   | 1984                |
| Filstalbrücke             | Baden-Württemberg, Mühlhausen im Täle         | 48° 34′ 15″ N, 9° 38′ 46″ O  | 85 m     |                  | Neubaustrecke Wendlingen–Ulm         | 2022                |
| Talbrücke Haseltal        | Thüringen, Suhl                               | 50° 36′ 9″ N, 10° 38′ 39″ O  | 82 m     |                  | A73                                  | 2006                |
| Jagsttalbrücke            | Baden-Württemberg, Widdern                    | 49° 18′ 55″ N, 9° 24′ 31″ O  | 80 m     | 75 m             | A81                                  | 1974                |
| Talbrücke Albrechtsgraben | Thüringen, Albrechts                          | 50° 36′ 33″ N, 10° 38′ 14″ O | 80 m     | 65 m             | A71                                  | 2002                |
| Talbrücke Brunsbecke      | Nordrhein-Westfalen, Hagen                    | 51° 19′ 31″ N, 7° 31′ 56″ O  | 80 m     |                  | A45                                  |                     |
| Talbrücke Büschergrund    | Nordrhein-Westfalen, Freudenberg (Siegerland) | 50° 55′ 11″ N, 7° 53′ 59″ O  | 80 m     |                  | A45                                  |                     |
| Göltzschtalbrücke         | Sachsen, Reichenbach im Vogtland, Netzschkau  | 50° 37′ 21″ N, 12° 14′ 37″ O | 78 m     |                  | Bahnstrecke Leipzig–Hof              | 1851                |
| Massetalbrücke            | Thüringen, Oelze                              | 50° 32′ 11″ N, 10° 59′ 29″ O | 78 m     |                  | Schnellfahrstrecke Nürnberg–Erfurt   | 2013                |
| Echelsbacher Brücke       | Bayern, Rottenbuch                            | 47° 42′ 38″ N, 10° 58′ 36″ O | 76 m     |                  | B23                                  | 1929                |
| Talbrücke Rahmede         | Nordrhein-Westfalen, Lüdenscheid              | 51° 14′ 58″ N, 7° 37′ 14″ O  | 75 m     | 70 m             | A45                                  | 1968 2023 gesprengt |
| Wertachtalbrücke          | Bayern, Nesselwang und Oy-Mittelberg          | 47° 38′ 29″ N, 10° 30′ 10″ O | 72 m     |                  | A7                                   |                     |
| Oelzetalbrücke            | Thüringen, Altenfeld                          | 50° 33′ 27″ N, 10° 59′ 40″ O | 71 m     |                  | Schnellfahrstrecke Nürnberg–Erfurt   | 2011                |
| Alte Kattwykbrücke        | Hamburg                                       | 53° 29′ 40″ N, 9° 57′ 7″ O   | 70 m     |                  | Straße                               | 1973                |
| Neue Kattwykbrücke        | Hamburg                                       | 53° 29′ 41″ N, 9° 57′ 6″ O   | 70 m     |                  | Bahn                                 | 2020                |
| Ambachtalbrücke           | Hessen, Herborn                               | 50° 42′ 11″ N, 8° 17′ 19″ O  | ca. 70 m |                  | A45                                  | 1968                |
| Fehmarnsundbrücke         | Schleswig-Holstein, Großenbrode und Fehmarn   | 54° 24′ 6″ N, 11° 6′ 45″ O   | 69 m     |                  | und Bahnstrecke Lübeck–Puttgarden    | 1963                |
| Elstertalbrücke           | Sachsen, Jocketa                              | 50° 33′ 13″ N, 12° 10′ 4″ O  | 68 m     |                  | Bahnstrecke Leipzig–Hof              | 1851                |
| Göhrener Viadukt          | Sachsen, Wechselburg                          | 50° 58′ 54″ N, 12° 46′ 7″ O  | 68 m     |                  | Bahnstrecke Neukieritzsch–Chemnitz   | 1871                |
| Rendsburger Hochbrücke    | Schleswig-Holstein, Rendsburg                 | 54° 17′ 39″ N, 9° 40′ 56″ O  | 68 m     |                  | Bahnstrecke Neumünster–Flensburg     | 1913                |
| Mangfallbrücke            | Bayern, Weyarn                                | 47° 52′ 8″ N, 11° 47′ 13″ O  | 68 m     |                  | A8                                   | 1959                |
| Rötensteinbrücke          | Baden-Württemberg, Grünsfeldhausen            | 49° 37′ 3″ N, 9° 43′ 29″ O   | 57 m     |                  | A81                                  |                     |
| Talbrücke Rinsdorf        | Nordrhein-Westfalen, Rinsdorf                 | 50° 21′ 18″ N, 8° 4′ 13″ O   | 66 m     |                  | A45                                  |                     |
| Mintarder Ruhrtalbrücke   | Nordrhein-Westfalen, Mülheim an der Ruhr      | 51° 22′ 47″ N, 6° 54′ 8″ O   | 65 m     |                  | A52                                  | 1966                |
| Talbrücke Froschgrundsee  | Bayern, Weißenbrunn vorm Wald                 | 50° 21′ 18″ N, 11° 1′ 20″ O  | 65 m     |                  | Schnellfahrstrecke Nürnberg–Erfurt   | 2011                |
| Fellerbachtalbrücke       | Rheinland-Pfalz, Fastrau                      | 49° 47′ 39″ N, 6° 46′ 36″ O  | 64 m     |                  | A1                                   | 1983                |
| Vinxtbachtalbrücke        | Rheinland-Pfalz, Waldorf                      | 50° 29′ 15″ N, 7° 13′ 8″ O   | 61 m     |                  | A61                                  |                     |
| Brohltalbrücke            | Rheinland-Pfalz, Niederzissen                 | 50° 27′ 50″ N, 7° 14′ 1″ O   | 61 m     |                  | A61                                  |                     |
| Sinntalbrücke             | Bayern, Riedenberg                            | 50° 18′ 55″ N, 9° 50′ 45″ O  | 61 m     |                  | A7                                   | 2013                |
| Haseltalbrücke            | Bayern, Bischbrunn                            | 49° 52′ 46″ N, 9° 26′ 11″ O  | 61 m     |                  | A3                                   | 2011                |
| Talbachbrücke             | Baden-Württemberg, Engen                      | 47° 52′ 11″ N, 8° 46′ 45″ O  | 61 m     |                  | A81                                  |                     |

## Hänge-/Schrägseilbrücken
Die Höhe der Pylone liegt zwischen 74 und 146 Metern, die höchsten Durchfahrtshöhen liegen bei 53 (Köhlbrandbrücke) und 42 Metern (Neue Rügendammbrücke).
| Name                     | Ort                               | Koordinaten                  | Höhe Pylon | Gebrauch | Eröffnungsjahr |
| ------------------------ | --------------------------------- | ---------------------------- | ---------- | -------- | -------------- |
| Rheinbrücke Flehe        | Nordrhein-Westfalen, Düsseldorf   | 51° 11′ 2″ N, 6° 46′ 29″ O   | 146 m      | A46      | 1979           |
| Köhlbrandbrücke          | Hamburg                           | 53° 31′ 20″ N, 9° 56′ 10″ O  | 135 m      | B3       | 1974           |
| Niederrheinbrücke        | Nordrhein-Westfalen, Wesel        | 51° 38′ 43″ N, 6° 36′ 8″ O   | 130 m      | B58      | 2009           |
| Rügenbrücke              | Mecklenburg-Vorpommern, Stralsund | 54° 18′ 28″ N, 13° 6′ 36″ O  | 126 m      | B96      | 2007           |
| Oberkasseler Rheinbrücke | Nordrhein-Westfalen, Düsseldorf   | 51° 13′ 54″ N, 6° 46′ 2″ O   | 124,8 m    | L 392    | 1973           |
| Rheinkniebrücke          | Nordrhein-Westfalen, Düsseldorf   | 51° 13′ 19″ N, 6° 45′ 45″ O  | 114,1 m    | Straße   | 1969           |
| Raiffeisenbrücke         | Rheinland-Pfalz, Neuwied          | 50° 25′ 17″ N, 7° 27′ 28″ O  | 104,5 m    | B256     | 1978           |
| Donaubrücke Deggenau     | Bayern, Deggendorf                | 48° 48′ 29″ N, 12° 58′ 20″ O | 87 m       | A3       | 1975           |
| Beeckerwerther Brücke    | Nordrhein-Westfalen, Duisburg     | 51° 28′ 51″ N, 6° 40′ 42″ O  | 90 m       | A42      | 1990           |
| Rheinbrücke Speyer       | Rheinland-Pfalz, Speyer           | 49° 20′ 29″ N, 8° 28′ 22″ O  | 87 m       | A61      | 1974           |
| Severinsbrücke           | Nordrhein-Westfalen, Köln         | 50° 55′ 51″ N, 6° 58′ 9″ O   | 83,6 m     | B55      | 1959           |
| Kurt-Schumacher-Brücke   | Baden-Württemberg, Mannheim       | 49° 29′ 25″ N, 8° 26′ 50″ O  | 77,93 m    | B44      | 1972           |
| Rheinbrücke Emmerich     | Nordrhein-Westfalen, Emmerich     | 51° 49′ 53″ N, 6° 13′ 36″ O  | 74,15 m    | B220     | 1965           |